# Crisantemi per un branco di carogne
Crisantemi per un branco di carogne è un film italiano del 1968 diretto da Sergio Pastore.

## Trama
Un bandito rapisce la bella di un villaggio per poi nascondersi con la sua banda in un monastero, il bandito prova a sposare la ragazza, ma il prete rifiuta di consacrare il matrimonio, alla fine quando la banda lascia il monastero con la bella, il prete parte all'inseguimento.

## Curiosità
- A tutt'oggi non esistono copie disponibili del film; i materiali originali della pellicola erano in possesso della produttrice esecutiva Silvana Mattina. È di fatto un film perduto; esistono soltanto alcune foto di scena, le locandine, le lobby card e la colonna sonora completa (composta dal compositore Piero Umiliani).